# 谷口武兵衛

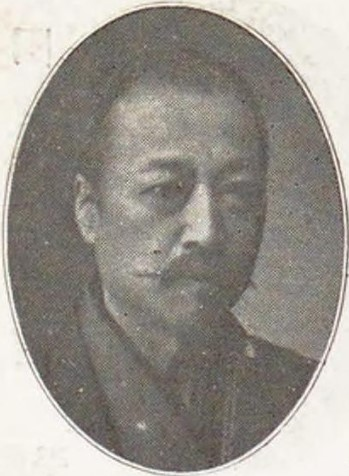
谷口武兵衛

谷口 武兵衛（たにぐち ぶへえ、1861年1月19日〈万延元年〉12月9日 - 1918年〈大正7年〉3月11日）は、日本の政治家。

## 略歴
青森県弘前市代官町で出生した。後に故郷を離れ、国内を廻り、大阪市に定住した。そして、警官となり大阪南区警察署長まで上り詰めた。1915年に辞職して、同年3月25日の第12回衆議院議員総選挙では立憲同志会大阪2区選出の衆議院議員となり、1917年まで2年間勤め上げた。